# Episodi di The Andy Griffith Show (quarta stagione)
La quarta stagione della serie televisiva The Andy Griffith Show è andata in onda negli Stati Uniti dal 30 settembre 1963 al 18 maggio 1964 sulla CBS.
| nº | Titolo originale                   | Prima TV USA      |
| -- | ---------------------------------- | ----------------- |
| 1  | Opie the Birdman                   | 30 settembre 1963 |
| 2  | The Haunted House                  | 7 ottobre 1963    |
| 3  | Ernest T. Bass Joins the Army      | 14 ottobre 1963   |
| 4  | The Sermon for Today               | 21 ottobre 1963   |
| 5  | Briscoe Declares for Aunt Bee      | 28 ottobre 1963   |
| 6  | Gomer the House Guest              | 4 novembre 1963   |
| 7  | A Black Day for Mayberry           | 11 novembre 1963  |
| 8  | Opie's Ill-Gotten Gain             | 18 novembre 1963  |
| 9  | A Date for Gomer                   | 25 novembre 1963  |
| 10 | Up in Barney's Room                | 2 dicembre 1963   |
| 11 | Citizen's Arrest                   | 16 dicembre 1963  |
| 12 | Opie and His Merry Men             | 30 dicembre 1963  |
| 13 | Barney and the Cave Rescue         | 6 gennaio 1964    |
| 14 | Andy and Opie's Pal                | 13 gennaio 1964   |
| 15 | Aunt Bee the Crusader              | 20 gennaio 1964   |
| 16 | Barney's Sidecar                   | 27 gennaio 1964   |
| 17 | My Fair Ernest T. Bass             | 3 febbraio 1964   |
| 18 | Prisoner of Love                   | 10 febbraio 1964  |
| 19 | Hot Rod Otis                       | 17 febbraio 1964  |
| 20 | The Song Festers                   | 24 febbraio 1964  |
| 21 | The Shoplifters                    | 2 marzo 1964      |
| 22 | Andy's Vacation                    | 9 marzo 1964      |
| 23 | Andy Saves Gomer                   | 16 marzo 1964     |
| 24 | Bargain Day                        | 23 marzo 1964     |
| 25 | Divorce, Mountain Style            | 30 marzo 1964     |
| 26 | A Deal Is a Deal                   | 6 aprile 1964     |
| 27 | Fun Girls                          | 13 aprile 1964    |
| 28 | The Return of Malcolm Merriweather | 20 aprile 1964    |
| 29 | The Rumor                          | 27 aprile 1964    |
| 30 | Barney and Thelma Lou, Phfftt      | 4 maggio 1964     |
| 31 | Back to Nature                     | 11 maggio 1964    |
| 32 | Gomer Pyle, U.S.M.C.               | 18 maggio 1964    |

## Opie the Birdman
- Prima televisiva: 30 settembre 1963
- Diretto da: Richard Crenna
- Scritto da: Harvey Bullock

### Trama
- Guest star:

## The Haunted House
- Prima televisiva: 7 ottobre 1963
- Diretto da: Earl Bellamy
- Scritto da: Harvey Bullock

### Trama
- Guest star: James Seay (amico/a di Agent Boughton), Nestor Paiva (Big Jack Anderson), Jim Nabors (Gomer Pyle), Hal Smith (Otis Campbell), Ronnie Dapo (Opie)

## Ernest T. Bass Joins the Army
- Prima televisiva: 14 ottobre 1963
- Diretto da: Richard Crenna
- Scritto da: Everett Greenbaum, James Fritzell

### Trama
- Guest star: Alice Backes (Olive), Paul Smith (Army Doctor), Tom Myers (Recruit), Howard Morris (Ernest T. Bass), Allan Melvin (sergente), David Lipp

## The Sermon for Today
- Prima televisiva: 21 ottobre 1963
- Diretto da: Richard Crenna
- Scritto da: John Whedon

### Trama
- Guest star: Roy Engel (Trumpeter), Joe Hamilton (Clarinetist), Forrest Lewis (Luther), David Lewis (dottor Harrison Everett Breen), Hope Summers (Clara Johnson), Jim Nabors (Gomer Pyle), William Keene (reverendo Hobart M. Tucker, D.D.)

## Briscoe Declares for Aunt Bee
- Prima televisiva: 28 ottobre 1963
- Diretto da: Earl Bellamy
- Scritto da: Everett Greenbaum, James Fritzell

### Trama
- Guest star: Denver Pyle (Briscoe Darling), The Dillards (Darling Family)

## Gomer the House Guest
- Prima televisiva: 4 novembre 1963
- Diretto da: Earl Bellamy
- Scritto da: Everett Greenbaum, James Fritzell

### Trama
- Guest star: Roy Engel (Luther), Joe Hamilton (Jase), Forrest Lewis (Willie Jack), Lee Krieger (Merle Dean), Jim Nabors (Gomer Pyle), Trevor Bardette (Wally)

## A Black Day for Mayberry
- Prima televisiva: 11 novembre 1963
- Diretto da: Jeffrey Hayden
- Scritto da: John Whedon

### Trama
- Guest star: Doodles Weaver (Regis), Phil Arnold (Vendor), Ken Lynch (agente FBI), Roy Engel (membro della folla), Alex Barringer (ragazzo in strada), Joe Hamilton (membro della folla), Ronda Jeter (membro della folla), Charles P. Thompson (Asa), Leslie Barringer (ragazzo in strada), Jim Nabors (Gomer Pyle), Rance Howard (agente del Tesoro), Clint Howard (Leon)

## Opie's Ill-Gotten Gain
- Prima televisiva: 18 novembre 1963
- Diretto da: Jeffrey Hayden
- Scritto da: John Whedon

### Trama
- Guest star: Aneta Corsaut (Helen Crump)

## A Date for Gomer
- Prima televisiva: 25 novembre 1963
- Diretto da: Richard Crenna
- Scritto da: Everett Greenbaum, James Fritzell

### Trama
- Guest star: Mary Grace Canfield (Mary Grace Gossage), Jim Nabors (Gomer Pyle), Betty Lynn (Thelma Lou), Aneta Corsaut (Helen Crump)

## Up in Barney's Room
- Prima televisiva: 2 dicembre 1963
- Diretto da: Jeffrey Hayden
- Scritto da: Everett Greenbaum, James Fritzell

### Trama
- Guest star: J. Pat O'Malley (Oscar Fields), Betty Lynn (Thelma Lou), Enid Markey (Mrs. Mendlebright)

## Citizen's Arrest
- Prima televisiva: 16 dicembre 1963
- Diretto da: Richard Crenna
- Scritto da: Everett Greenbaum, James Fritzell

### Trama
- Guest star: Roy Engel (Crowd Member), Jim Nabors (Gomer Pyle), Hal Smith (Otis Campbell), Joe Hamilton (uomo della folla)

## Opie and His Merry Men
- Prima televisiva: 30 dicembre 1963
- Diretto da: Richard Crenna
- Scritto da: John Whedon

### Trama
- Guest star: Douglas Fowley (Wary Willy the Hobo), Dennis Rush (Howie Pruitt), Joey Scott (Ralph Porter), Keith Thibodeaux (Johnny Paul Jason)

## Barney and the Cave Rescue
- Prima televisiva: 6 gennaio 1964
- Diretto da: Richard Crenna
- Scritto da: Harvey Bullock

### Trama
- Guest star: Roy Engel (Judd), Warren Parker (Mr. Meldrim), Betty Lynn (Thelma Lou), Jim Nabors (Gomer Pyle), Aneta Corsaut (Helen Crump), Joe Hamilton (Choney)

## Andy and Opie's Pal
- Prima televisiva: 13 gennaio 1964
- Diretto da: Richard Crenna
- Scritto da: Harvey Bullock

### Trama
- Guest star: Dennis Rush (Howie Pruitt), David Alan Bailey (Tray Bowden), Keith Thibodeaux (Johnny Paul Jason)

## Aunt Bee the Crusader
- Prima televisiva: 20 gennaio 1964
- Diretto da: Coby Ruskin
- Scritto da: John Whedon

### Trama
- Guest star: Charles Lane (Mr. Frisby), Mary Lansing (Protester), Noreen Gammill (Protestor), Hal Smith (Otis Campbell)

## Barney's Sidecar
- Prima televisiva: 27 gennaio 1964
- Diretto da: Coby Ruskin
- Scritto da: James Fritzell, Everett Greenbaum

### Trama
- Guest star: Ray Kellogg (Edgar J. Masters), Rodney Bell (Protester), Virginia Sale (Ms. Beggs), Jerry Brutsche, Joe Hamilton (Jase), Hal Landon

## My Fair Ernest T. Bass
- Prima televisiva: 3 febbraio 1964
- Diretto da: Earl Bellamy
- Scritto da: Everett Greenbaum, James Fritzell

### Trama
- Guest star: Jackie Joseph (Ramona Ankrum), Howard Morris (Ernest T. Bass), Doris Packer (Mrs. Wiley)

## Prisoner of Love
- Prima televisiva: 10 febbraio 1964
- Diretto da: Earl Bellamy
- Scritto da: Harvey Bullock

### Trama
- Guest star: James Seay (sergente Jacobs), Susan Oliver (Prisoner of Love), Hal Smith (Otis Campbell)

## Hot Rod Otis
- Prima televisiva: 17 febbraio 1964
- Diretto da: Earl Bellamy
- Scritto da: Harvey Bullock

### Trama
- Guest star: Hal Smith (Otis Campbell)

## The Song Festers
- Prima televisiva: 24 febbraio 1964
- Diretto da: Earl Bellamy
- Scritto da: James Fritzell, Everett Greenbaum

### Trama
- Guest star: Delos Jewkes (Glenn Cripe), Barbara Griffith (Sharon), Olan Soule (John Masters), Reta Shaw (Eleanora Poultice), Jim Nabors (Gomer Pyle)

## The Shoplifters
- Prima televisiva: 2 marzo 1964
- Diretto da: Coby Ruskin
- Scritto da: Bill Idelson, Sam Bobrick

### Trama
- Guest star: Elizabeth Harrower (Sporting Goods Shopper), Mary Lansing (Sporting Goods Shopper), Lurene Tuttle (Little Old Lady Shoplifter), Jewel Rose (Dress Shopper), Charles P. Thompson (Asa Breeney), Clint Howard (Leon), Tol Avery (Ben Weaver)

## Andy's Vacation
- Prima televisiva: 9 marzo 1964
- Diretto da: Jeffrey Hayden
- Scritto da: James Fritzell, Everett Greenbaum

### Trama
- Guest star: Molly Dodd (Maudie), Dabbs Greer (Naylor), James Seay (sergente), Allan Melvin (Convict), Jim Nabors (Gomer Pyle)

## Andy Saves Gomer
- Prima televisiva: 16 marzo 1964
- Diretto da: Jeffrey Hayden
- Scritto da: Harvey Bullock

### Trama
- Guest star: Jim Nabors (Gomer Pyle), Howard McNear (Floyd Lawson)

## Bargain Day
- Prima televisiva: 23 marzo 1964
- Diretto da: Jeffrey Hayden
- Scritto da: John Whedon

### Trama
- Guest star: Frank Ferguson (Charlie Foley), Jim Nabors (Gomer Pyle), Hope Summers (Clara Johnson)

## Divorce, Mountain Style
- Prima televisiva: 30 marzo 1964
- Diretto da: Jeffrey Hayden
- Scritto da: Everett Greenbaum, James Fritzell

### Trama
- Guest star: Maggie Peterson (Charlene Darling Wash), Denver Pyle (Briscoe Darling), The Dillards (Darling Family), Howard McNear (Floyd Lawson), Bob Denver (Dudley D. Wash)

## A Deal Is a Deal
- Prima televisiva: 6 aprile 1964
- Diretto da: Jeffrey Hayden
- Scritto da: John Whedon

### Trama
- Guest star: Lewis Charles (Salve Dealer), David Alan Bailey (Tray Bowden), Dennis Rush (Howie Pruitt), Jim Nabors (Gomer Pyle), George Petrie (Lenny), Keith Thibodeaux (Johnny Paul Jason)

## Fun Girls
- Prima televisiva: 13 aprile 1964
- Diretto da: Coby Ruskin
- Scritto da: Aaron Ruben

### Trama
- Guest star: Joyce Jameson (Skippy), Dick Winslow (Earl the Bandleader), Betty Lynn (Thelma Lou), Aneta Corsaut (Helen Crump), George Lindsey (Goober Pyle), Jim Nabors (Gomer Pyle), Jean Carson (Daphne)

## The Return of Malcolm Merriweather
- Prima televisiva: 20 aprile 1964
- Diretto da: Coby Ruskin
- Scritto da: Harvey Bullock

### Trama
- Guest star: Bernard Fox (Malcolm Merriweather)

## The Rumor
- Prima televisiva: 27 aprile 1964
- Diretto da: Coby Ruskin
- Scritto da: Everett Greenbaum, James Fritzell

### Trama
- Guest star: Rance Howard (ospite festa), Mary Lansing (ospite festa), William Newell (Fred Sterling), Ronda Jeter (Ethel), Molly Dodd (Lillian), Betty Lynn (Thelma Lou), Aneta Corsaut (Helen Crump), Howard McNear (Floyd Lawson), Jim Nabors (Gomer Pyle)

## Barney and Thelma Lou, Phfftt
- Prima televisiva: 4 maggio 1964
- Diretto da: Coby Ruskin
- Scritto da: Bill Idelson, Sam Bobrick

### Trama
- Guest star: Jim Nabors (Gomer Pyle), Betty Lynn (Thelma Lou)

## Back to Nature
- Prima televisiva: 11 maggio 1964
- Diretto da: Coby Ruskin
- Scritto da: Harvey Bullock

### Trama
- Guest star: David Alan Bailey (Tray Bowden), Jim Nabors (Gomer Pyle), Howard McNear (Floyd Lawson), Willis Bouchey (Fletcher Roberts), Dennis Rush (Howie Pruitt), Keith Thibodeaux (Johnny Paul Jason)

## Gomer Pyle, U.S.M.C.
- Prima televisiva: 18 maggio 1964
- Diretto da: Aaron Ruben
- Scritto da: Aaron Ruben

### Trama
- Guest star: Karl Lukas (sergente), Alan Reed, Jr. (Recruit), Eddie Ryder (Practical Joker), Frank Albertson (colonnello Watson), Charles Myers (caporale di Carter), Frank Sutton (sergente Vincent Carter), Jim Nabors (Gomer Pyle)